# قوروقچی
قوروقچی، روستایی در دهستان آجرلوی غربی بخش نختالو شهرستان باروق در استان آذربایجان غربی ایران است. این روستا، مرکز دهستان آجرلوی غربی است.

## جمعیت
بر پایه سرشماری عمومی نفوس و مسکن در سال ۱۳۹۵، جمعیت آن برابر با ۱۳۳ نفر (۴۵ خانوار) بوده‌است.